# Sint-Egidiuskerk (Oschatz)
De Sint-Egidiuskerk (Duits: St.-Aegidien-Kirche) is een protestants kerkgebouw in de Saksische stad Oschatz.

## Geschiedenis
In de 10e eeuw stond op de plaats reeds een houten kerk. Na een brand werd er vermoedelijk in de 12e eeuw een groot kerkgebouw neergezet, dat men aan de heilige Egidius wijdde. In 1429 werd deze kerk tijdens een inval van hussieten volledig verwoest. Van de romaanse kerk resteren vandaag de dag nog de buitenmuren, de zuilen en enkele decoratieve elementen. De nieuwbouw van de kerk volgde in 1443 in gotische stijl, met twee torens. Onder het altaarkoor werd in 1464 de nog altijd aanwezige achthoekige crypte gebouwd, met stervormige gewelven rustend op een zware middenpijler. Aan de grootte van het gebouw was duidelijk af te lezen dat Oschatz zich in de middeleeuwen had ontwikkeld tot een belangrijke stad.
Onder het regentschap van Hendrik de Vrome nam in 1539 de Reformatie haar intrek in Oschatz.
Nadat de kerk in 1616 door een zware brand werd getroffen, verloor ze tijdens de Dertigjarige Oorlog bij de plundering al haar het kostbare vaatwerk. Na een stadsbrand op 7 september 1842 resteerde van het kerkgebouw slecht een rokende puinhoop. Binnen vier jaar werd de Egidiuskerk in de huidige neogotische verschijning met de 75 meter hoge torens herbouwd. In de zomer van 1849 werd de bouw voltooid.
Achterstallig onderhoud zorgde voor bouwvalligheid in de jaren 1980. Kort na die Wende werden er maatregelen getroffen om het gebouw voor verder verval te behoeden. Hiertoe werd de vereniging "Rettet St. Aegidien" opgericht, die sindsdien de restauratie van de kerk intensief begeleidt en ondersteunt.
In 1998 werd de torenwoning heropend en door de vereniging Rettet St. Aegidien als museum ingericht. Na de grote bouwwerkzaamheden werd de kerk op 8 mei 2005 weer heropend. De volledige restauratie kon na een periode van 22 jaar herstelwerk op 3 oktober 2009 worden afgesloten.

## Interieur

### Altaar
Het grote neogotische altaar is bijzonder wegens de unieke oplossing voor het ontbreken van een traditionele middenschrijn. Na de brand kreeg Carl Alexander von Heideloff ook de opdracht om het altaar te ontwerpen. De bouwmeester combineerde voor de realisatie van de middenschrijn een oude crucifix uit de kerkhofkapel van Oschatz met een groot glas-in-loodraam waarop de figuren van Maria en Johannes en twee engelen gebrandschilderd werden. Het effect bij de opkomende zon is indrukwekkend en met de stand van de zon veranderen ogenschijnlijk ook de positie van Maria en Johannes ten opzichte van de gekruisigde Christus. Op de vleugels van het altaar worden de vier evangelisten afgebeeld. De predella toont Het laatste avondmaal van Christus.
De altaarruimte is het oudste deel van het kerkgebouw, het bewijs hiervan is het jaartal 1464 aan een steunbeer van de kerk.

### Kansel
De vergulde neogotische kansel is rijk gedecoreerd. Om de kuip staan de beelden van Jezus en de apostelen. De figuren zijn kopieën van de ijzeren beelden van het Sebaldusmonument in de Neurenbergse Sint-Sebalduskerk, die in 1488 werden ontworpen door Peter Vischer de Oudere. Het klankbord met de hoge opzet werd door Heideloff ontworpen. Aan de onderkant van het klankbord bevindt zich de traditionele duif, symbool van de Heilige Geest.

### Doopvont
Het doopvont heeft de vorm van een kelk, waarvan de acht zijden fraai zijn geornamenteerd. Het werd na de stadsbrand van 1849 gemaakt door de beeldhouwer August Träger, die het uit het fijnste zandsteen hieuw.

### Orgel
Het orgel werd ingebouwd door Carl Gottlieb Jehmlich uit Zwickau en in 1851 ingewijd. In 1933 werd het door de orgelbouwer Jehmlich uit Dresden vergroot. Sindsdien heeft het instrument 57 registers (3772 pijpen) op drie manualen en pedaal. Het orgel werd in 2004 gerestaureerd.